# Affaldsgips
Affaldsgips er gips der kasseres enten fra fabrikken pga. fejlproduktion, eller fra byggerier, både som nedrivningsmateriale og som rester ved opbygning.
Rent gips kan genbruges til produktion af nye gipsplader.
Alternativet er at deponere det på fyldpladser såsom gamle grusgrave eller havområder der skal inddæmmes.